# آلبر مایو
آلبر مایو (فرانسوی: Albert Mayaud‎; ۳۱ مارس ۱۸۹۹ – ۱۴ اوت ۱۹۸۷) بازیکن واترپلو اهل فرانسه بود.
وی در مسابقات کشوری و بین‌المللی در مجموع برندهٔ ۱ مدال طلا شده‌است.